# Cao bồi Bangkok
Tawan Dueat (tiếng Thái: ตะวันเดือด, tựa Việt: Cao bồi Bangkok) là bộ phim truyền hình Thái Lan phát sóng trên kênh Channel 3 (CH3) vào năm 2011. Phim với sự tham gia của Prin Suparat, Urassaya Sperbund, Chalida Vijitvongthong, và Thanawat Wattanaputi.

## Nội dung
Hồi nhỏ, gia đình Tawan (Mark) đã bị giết trong 1 cuộc nổi loạn mà do Charan cầm đầu và nông trại nhà anh đã bị chiếm đoạt. Sau khi trốn thoát cùng người bạn thân nhất của cha mình - Sajoi, Tawan đã được nuôi dạy và trưởng thành như một chàng trai mạnh mẽ. Để trả thù cho gia đình, Tawan đã lên kế hoạch trà trộn vào và làm việc bên cạnh Charan. Trên đường đi, Tawan tình cờ gặp được Singh (Pope) - một tên trộm - người đã đồng ý giúp đã Tawan hoàn thành kế hoạch và hai người nhanh chóng trở nên thân thiết. Khi Tawan và Singh đến nơi Charan sinh sống, cũng là nơi đã từng thuộc về gia đình Duad, họ đi ngang qua một nông trại nuôi ngựa hoang không ai trông coi ngoài hai chị em Roong (Yaya) và Kwan (Mint), cũng là con gái riêng của vợ Charan. Sau sự gặp gỡ tình cờ này, Roong và Tawan trải qua nhiều chuyện và Roong từ từ trở nên tin tưởng Tawan. Trong khi đó, Kwan đã dạy cho Singh trở thành một người tốt. Roong và Tawan dần dần yêu nhau nhưng Tawan luôn dằn vặt vì Roong là thành viên trong gia đình của kẻ thù.

## Diễn viên
- Prin Suparat (Mark) vai Tawan/Seur
- Urassaya Sperbund (Yaya) vai Phet Roong "Roong"/Khun Noo
- Chalida Vijitvongthong (Mint) vai Ploy Kwan/Khun Noo
- Thanawat Wattanaputi (Pope) vai Singh
- Somchai Khemklad vai Saroj
- Johnny Anfone vai Charan
- Saranyoo Prachakrit (Beam) vai Decha
- Dom Hetrakul vai Naroong
- Chatchai Plengpanich
- Sinjai Plengpanich